# Ólafur Adolfsson
Ólafur Adolfsson (ur. 18 października 1967) – islandzki piłkarz występujący na pozycji obrońcy.

## Kariera klubowa
Ólafur karierę rozpoczynał w zespole UMF Tindastóll. W 1991 roku przeszedł do Akraness. Występował tam do roku 1997 i w tym czasie zdobył z zespołem pięć mistrzostw Islandii (1992, 1993, 1994, 1995, 1996), dwa Puchary Islandii (1993, 1996) oraz dwa Superpuchary Islandii (1994, 1995). W 1998 roku wrócił do Tindastóll. Spędził tam jeden sezon. Potem ponownie grał w ÍA. Występował także w drużynach Hafnarfjarðar oraz Víkingur Reykjavík, gdzie w 2002 roku zakończył karierę.

## Kariera reprezentacyjna
W reprezentacji Islandii Ólafur zadebiutował 24 kwietnia 1994 w wygranym 2:1 towarzyskim meczu ze Stanami Zjednoczonymi. 14 sierpnia 1996 w wygranym 2:1 towarzyskim pojedynku z Maltą strzelił swojego jedynego gola w kadrze. W latach 1994–1997 w drużynie narodowej rozegrał 21 spotkań.